# درس‌های عاشقانه
«درس‌های عاشقانه» (به انگلیسی: Lessons in Love) ترانه‌ای از گروه انگلیسی لِوِل ۴۲ و یکی از تک‌آهنگ‌های آلبوم رایج در خانواده است که در سال ۱۹۸۶ منتشر شد.
لِول ۴۲ پیش از انتشار این ترانه یک گروه بسیار محبوب در صحنهٔ جَز-راک و فانک بودند، با این‌حال از نظر تجاری موفقیت به‌خصوصی نداشتند؛ بنابراین اعضای گروه تصمیم گرفتند موسیقی‌ای بسازند که ساده‌تر و برای عامهٔ مردم مناسب‌تر باشد و به این شکل «درس‌های عاشقانه» خلق شد.
این تک‌آهنگ باعث بزرگترین موفقیت گروه در خاستگاه‌شان بوده‌است، جایی که تا رتبهٔ سوم جدول تک‌آهنگ‌های بریتانیا صعود کرد. ترانه در سطح بین‌المللی هم با استقبال مواجه شد: در بسیاری از کشورها جزو ۱۰ ترانهٔ برتر روز بود و در اسپانیا، آلمان، آفریقای جنوبی، سوئیس و فنلاند جزو ۵ تای برتر. «درس‌های عاشقانه» یکی از معدود تک‌آهنگهای لِول ۴۲ است که در بیلبورد هات ۱۰۰ جایگاهی داشته‌است. این اولین تک‌آهنگ از پنج تک‌آهنگ آلبوم رایج در خانواده بود و مسیر موفقیت را برای سایر تک‌آهنگ‌های آن آلبوم هموار کرد. در سال ۲۰۱۲ دیوید کوانتیک در مجلهٔ Q «درس‌های عاشقانه» را به‌عنوان «یکی از بهترین تک آهنگ‌های دهه ۸۰ میلادی» توصیف کرد.

## فهرست قطعه‌های تک‌آهنگ
- نسخهٔ صفحهٔ ۱۲ اینچی بریتانیا (۱۹۸۶)[۵]

1. «درس‌های عاشقانه» (نسخهٔ طولانی)
2. «چیزی راجع به تو» (ریمیکس)
3. «آب داغ» (لایو)

- نسخهٔ صفحهٔ ۱۲ اینچی استرالیا (۱۹۸۶)[۶]

1. «درس‌های عاشقانه» (نسخهٔ طولانی)
2. «ماشین جهانی»
3. «آب داغ» (لایو)

- نسخهٔ صفحهٔ ۷ اینچی ایالات متحدهٔ آمریکا (۱۹۸۷)[۷]

1. «درس‌های عاشقانه»
2. «آب داغ» (لایو)

## موقعیت در جدول‌های فروش
| چارت (۱۹۸۶–۱۹۸۷)                       | بالاترین جایگاه |
| -------------------------------------- | --------------- |
| استرالیا (کنت میوزیک ریپورت)           | ۶۵              |
| او۳ تاپ ۴۰ اتریش                       | ۴               |
| اولتراتاپ (فلاندرز)                    | ۳               |
| مجلهٔ آرپی‌اِم کانادا                     | ۱۴              |
| جدول‌های رسمی فنلاند                    | ۱               |
| سندیکای ملی انتشارات صوتی‌تصویری فرانسه | ۲۲              |
| جی‌اف‌کی انترتینمنت چارتس آلمان          | ۱               |
| جدول تک‌آهنگ‌های ایرلند                  | ۳               |
| ۴۰ آهنگ برتر هلند                      | ۲               |
| ۱۰۰ تک‌آهنگ برتر هلند                   | ۲               |
| انجمن صنعت ضبط نیوزیلند                | ۱۸              |
| وی‌جی-لیستای نروژ                       | ۱۰              |
| آفریقای جنوبی (رادیو اسپرینگ‌باک)       | ۱               |
| سازنده‌های موسیقی اسپانیا               | ۱               |
| فهرست برترین‌های سوئد                   | ۲               |
| جدول موسیقی سوئیس                      | ۱               |
| آفیشال چارتس بریتانیا                  | ۳               |
| بیلبورد هات ۱۰۰                        | ۱۲              |
| مجلهٔ کرش‌باکس ایالات متحده              | ۱۹              |

| چارت (۱۹۸۶)                      | جایگاه |
| -------------------------------- | ------ |
| او۳ تاپ ۴۰ اتریش                 | ۲۵     |
| اولتراتاپ (فلاندرز)              | ۱۰     |
| جی‌اف‌کی انترتینمنت چارتس آلمان    | ۳      |
| ۴۰ آهنگ برتر هلند                | ۶      |
| ۱۰۰ تک‌آهنگ برتر هلند             | ۱۵     |
| آفریقای جنوبی (رادیو اسپرینگ‌باک) | ۱۲     |
| هیت‌پرید سوئیس                    | ۳      |
| آفیشال چارتس بریتانیا            | ۲۵     |

| چارت (۱۹۸۷)        | جایگاه |
| ------------------ | ------ |
| مجلهٔ آرپی‌اِم کانادا | ۶۶     |